# Teódulo Legario
Héctor Teódulo Legario Laguna (Lima, Perú, 12 de septiembre de 1922 - 13 de abril de 1986), fue un exfutbolista peruano.
Apodado «Pantera», fue un arquero de gran técnica, exhibición de juego, liderazgo natural y don de mando. Fue particularmente conocido por sus espectaculares voladas en el campo de juego y por la ferocidad con la que atajaba. Disputó en total 133 partidos y consiguió 4 títulos con Alianza Lima, club en el que no solamente fue formado como arquero, sino que también fue en el que jugó la mayor parte de su carrera.

## Carrera
La Pantera del arco llegó al club en 1942 con tan solo 20 años, cuando era aún boxeador: había llegado a ser boxeador profesional durante sus años mozos. Tras el retiro del Mago Valdivieso (y su consecuente paso a la Dirección Técnica del primer equipo), Alianza Lima había puesto en su puesto de guardameta a Luis Benvenuto, quien no llegó a consolidarse. Un arco que había tenido personajes tan notables como Eugenio Segalá y el antes mencionado Mago Valdivieso necesitaba un portero de jerarquía, por lo que se hizo de los servicios de Eugenio Arenaza, procedente del Sport Tabaco. Sin embargo, Legario, formado como arquero en el club, desplazó de a pocos a aquel guardameta que supo ser titular durante toda la temporada 1943 con su gran técnica y personalidad en el arco, al punto de relegarlo al banco de suplentes. Después de jugar durante años por el primer equipo de Alianza Lima, decide marcharse al recién ascendido Unión Callao por un año, para disputar la temporada de 1953, solo para volver a su amado Alianza al año siguiente, en el que pasaría a retirarse de manera profesional en 1956. Su último club fue Sport Dinámico de la Liga del Callao en 1959.
No solamente era ya reconocido por su impresionante figura en el arco, sino que, además, era un líder natural. En Alianza Lima llegó a compartir equipo con otros destacados jugadores, que posteriormente serían reconocidos como el Segundo Rodillo Negro. Fuera de las canchas era también muy reconocido, un personaje de prestancia y conducta intachable, además de gran músico (talento que le traspasó a su hijo, Carlos Reynaldo Legario Navarrete, notable músico criollo peruano)

## Clubes
| Club           | País | Año         |
| -------------- | ---- | ----------- |
| Alianza Lima   | Perú | 1943 - 1952 |
| Unión Callao   | Perú | 1953        |
| Alianza Lima   | Perú | 1954 - 1956 |
| Sport Dinámico | Perú | 1959        |

## Palmarés
| Título           | Club         | País | Año  |
| ---------------- | ------------ | ---- | ---- |
| Primera División | Alianza Lima | Perú | 1948 |
| Primera División | Alianza Lima | Perú | 1952 |
| Primera División | Alianza Lima | Perú | 1954 |
| Primera División | Alianza Lima | Perú | 1955 |